# Perlator

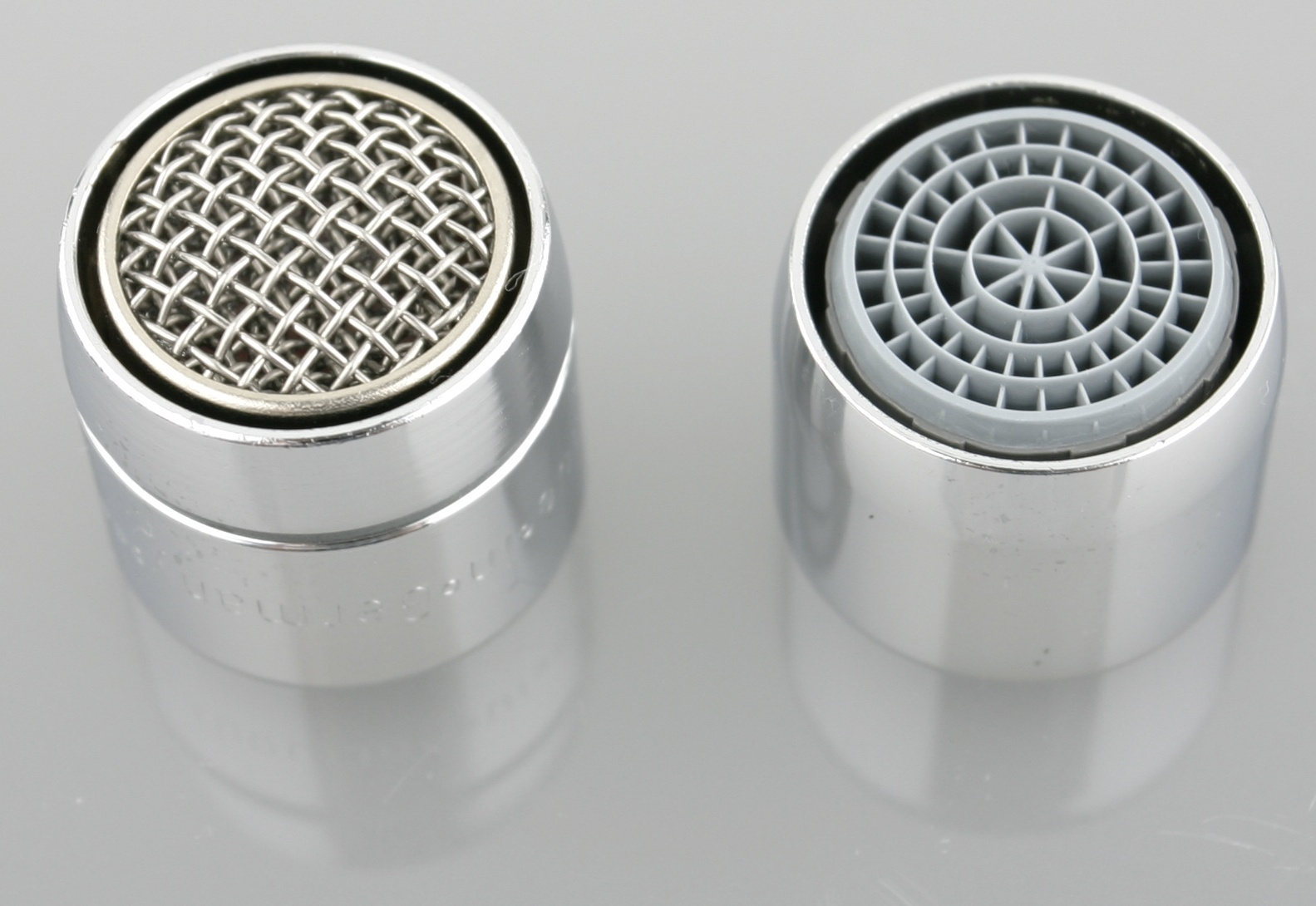
Verschillende perlators

Een perlator, mousseur of straalregelaar is een onderdeel dat zich aan het uiteinde van de uitloop van een kraan bevindt en zorgt voor een betere regulering van de waterstraal. 
Doordat er lucht wordt toegevoegd aan het water gaat dit gelijkmatiger door het zeefje heen. Een perlator kan hierdoor ook waterbesparend werken. Het hangt van het type kraan af hoeveel lucht er wordt toegevoegd: zo vraagt een keukenkraan om meer regulering dan bijvoorbeeld een badkraan.